# Groupe Capitales Médias
Pour les articles homonymes, voir GCM.
Le Groupe Capitales Médias (GCM) était une entreprise de presse francophone du Québec dédiée à offrir une information de proximité.  

## Historique
En mars 2015, Groupe Capitales Médias, dont Martin Cauchon est l'unique actionnaire, fait l'acquisition de plusieurs quotidiens régionaux du Québec. 
Il obtient donc le contrôle entrepreneurial des journaux vendus par le Groupe Gesca, une filiale de Power Corporation du Canada.
En 2017, l'entreprise, aux prises avec des difficultés économiques, reçoit un premier prêt de 10 millions de dollars du gouvernement du Québec.
En 2018, le groupe entre en partenariat avec le quotidien francophone Le Devoir pour mettre en valeur leur offre multiplateforme (internet, tablette et mobile, papier) auprès des annonceurs nationaux.
Le 19 août 2019, le groupe entame les procédures pour déclarer faillite. Le même jour, le Gouvernement du Québec annonce une aide d'urgence de 5 millions de dollars (sous la forme d'un prêt octroyé par Investissement Québec) pour protéger l'entreprise de ses créanciers. Le ministre de l'économie du Québec, Pierre Fitzgibbon, justifie cette action par la nécessité de maintenir le groupe de presse en activité le temps de trouver un repreneur.
La CSN appuie l'aide du gouvernement et se déclare intéressée « à participer financièrement à la relance des opérations de ces médias écrits ». Le président de Québecor, Pierre-Karl Péladeau, se déclare également intéressé à reprendre le groupe lors d'une entrevue à QUB radio. Enfin, Le Devoir serait intéressé à former une alliance avec Le Soleil.
Le 23 décembre 2019 le Groupe Capitales Médias annonce la vente de ses 6 quotidiens régionaux à une nouvelle entité : la Coopérative nationale de l'information indépendante (CN2i) pour un dollar symbolique. La CN2i reprend les 350 employés et obtient un financement de 21 millions de dollars de la part d'acteurs publics et privés (Investissement Québec, Desjardins, Fondaction et le Fonds de solidarité FTQ entre autres).

## Publications
- Le Soleil (quotidien, Québec)
- La Voix de l'Est (quotidien, Granby)
- La Tribune (quotidien, Sherbrooke)
- Le Nouvelliste (quotidien, Trois-Rivières)
- Le Droit (quotidien, Ottawa et Outaouais québécois)
- Le Quotidien (quotidien, Saguenay)
- Le Progrès (hebdomadaire, Saguenay)